# Eletroencefalografia

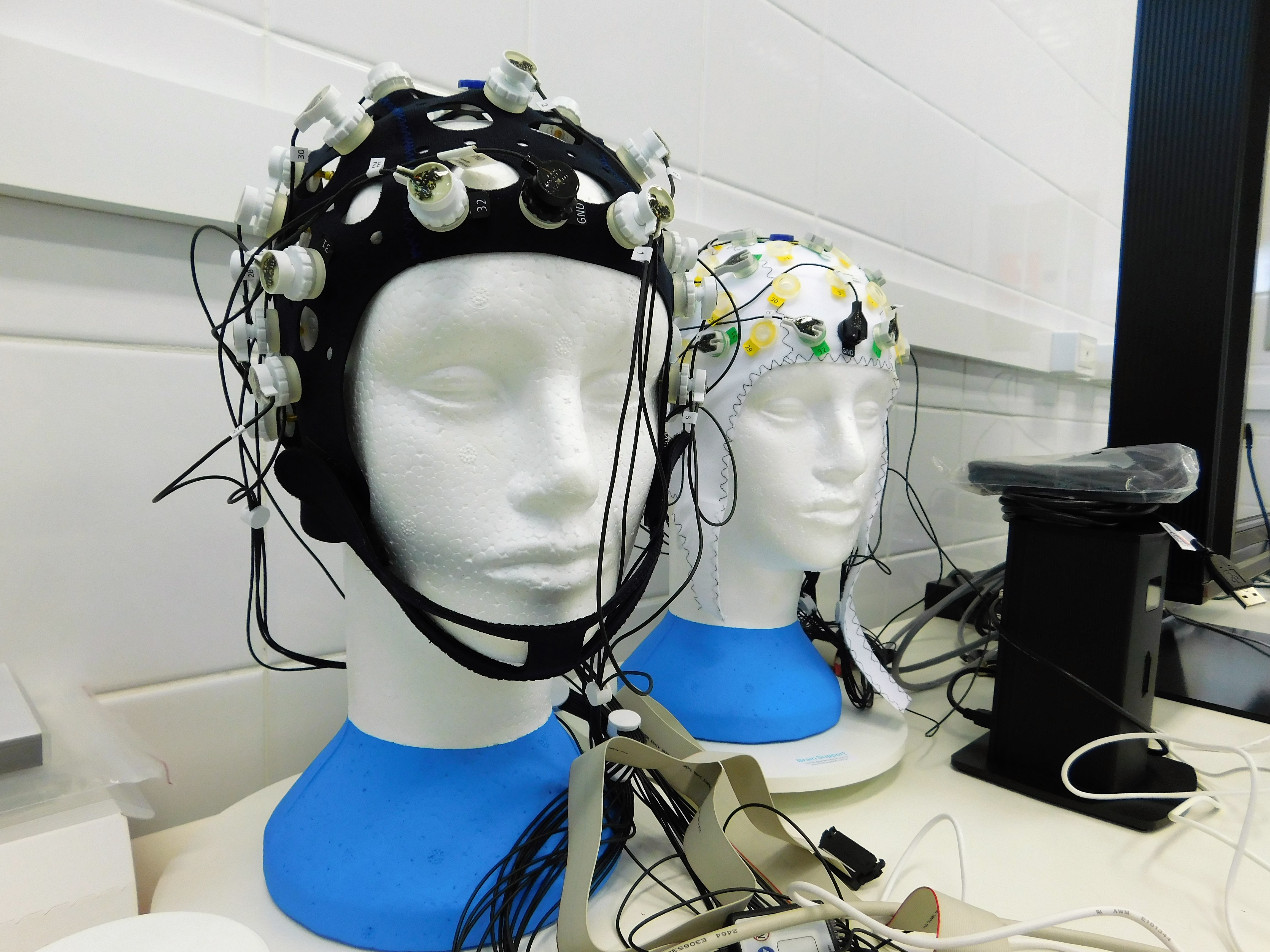
Toucas de EEG.

Eletroencefalografia (EEG) é um método de monitoramento eletrofisiológico que é utilizado para registrar a atividade elétrica do cérebro. Trata-se de um método normalmente não-invasivo, com eletrodos colocados no couro cabeludo, muito embora haja alguns métodos utilizados em aplicações específicas que são invasivos. A EEG mede as flutuações de tensão resultante da corrente iônica dentro dos neurônios do cérebro. Dentro de contextos clínicos, a EEG refere-se à gravação da atividade elétrica espontânea do cérebro durante um período de tempo, como a registrada a partir de múltiplos eletrodos colocados sobre o couro cabeludo. Aplicativos de diagnóstico normalmente focam no conteúdo espectral da EEG, isto é, no tipo de oscilações neurais (popularmente chamadas de "ondas cerebrais") que podem ser observadas em sinais de EEG. A maioria dos sinais cerebrais observados situam-se entre os 1 e 20 hertz.
A EEG é frequentemente utilizada para o diagnóstico de epilepsia, o que traz algumas anormalidades nas leituras dos exames de EEG. Tais exames também são usados ainda para diagnosticar distúrbios do sono, coma, espongiformes e a morte cerebral. A EEG é usada para como primeira opção de exame para diagnóstico de tumores, acidente vascular cerebral e outros distúrbios cerebrais, mas esse último uso tem diminuído com o advento da alta-resolução anatômica de técnicas de imagem como a ressonância magnética (RM) e tomografia computadorizada (TC). Apesar das limitações de resolução espacial, a EEG continua a ser uma ferramenta valiosa para a investigação e o diagnóstico, especialmente quando é necessário um intervalo de resolução temporal na ordem de (o que não é possível com a tomografia computadorizada ou ressonância magnética).
Técnicas derivadas da EEG incluem potenciais evocados (PE), que por sua vez envolvem a média da EEG de tempo de atividade-bloqueada para a apresentação de um algum tipo de estímulo (visual, somatossensorial, ou auditivo). Evento-potenciais relacionados com (ERPs) referem-se à média de EEG respostas que são bloqueados para mais complexo o processamento de estímulos; esta técnica é usada na ciência cognitiva, psicologia cognitiva, e psicofisiológicos de pesquisa.

## Procedimento
Colocando-se eléctrodos em posições predefinidas ou na utilização do sistema internacional 10-20 sobre o couro cabeludo do paciente, um amplificador aumenta a intensidade dos potenciais eléctricos que posteriormente serão plotados num gráfico analógico ou digital, dependendo do equipamento. As alterações dos padrões da normalidade, permitem ao médico fazer a correlação clínica com os achados do EEG (Eletroencefalografia). Podemos observar descargas de ondas anormais em forma de pontas por exemplo (picos de onda), complexos ponta-onda ou atividades lentas focais ou generalizadas. As indicações destes exames são: avaliação inicial de síndromes epilépticas, avaliação de coma, morte encefálica, intoxicações, encefalites, síndromes demenciais, crises não epilépticas e distúrbios metabólicos.
Padrões de atividade eletrográficos podem ser identificados, alterações tipo: os "grafoelementos epileptiformes", "ondas lentas", "atenuação", "depressão" da atividade elétrica ou "atividade periódica" nem sempre indicam patologias distintas. Uma mesma alteração eletroencefalográfica pode indicar diferentes enfermidades,  apesar da regularidade de associação de alguns sinais, como por exemplo os que indicam as alterações de consciência do "coma"  
Uma evolução do EEG são os sistemas digitais que fazem a análise quantitativa do EEG, bem como o mapeamento topográfico dos potenciais normais e patológicos.

### Eletroencefalografia sistema 10-20
O sistema internacional 10-20 é utilizado no mapeamento das posições onde serão fixados os eletrodos para registrar os sinais do Eletroencefalograma.
O sistema internacional 10-20 utiliza 21 pontos que são marcados dividindo o crânio em proporções de 10% ou 20% do comprimento das distâncias entre os pontos de referência, nasion e inion no plano medial e os pontos pré-auriculares no plano perpendicular ao crânio. A nomenclatura dos pontos é dada de acordo com a região em que estão localizados, Fp = frontal polar, F = frontal, T = temporal, C = central, P = parietal e O = occipital. Os pontos localizados sobre a linha média são indexados pela letra “z”, de “zero”, os pontos localizados do lado esquerdo da linha média por índices ímpares e à direita por índices pares.
Na determinação das posições são usados dois pontos de referência, o nasion localizado no topo do nariz entre as sobrancelhas e o inion que fica na base do crânio atrás da cabeça. A distância desses dois pontos é medida e a partir deles são marcados os pontos sobre a linha mediana do crânio, Fpz e Oz com 10% da distância entre o nasion e o inion e os pontos Fz, Cz e Pz com 20% desta distância.
Dois outros pontos imaginários situados nas regiões pré-auriculares são utilizados, traça-se uma linha entre estes pontos passando pelo ponto Cz, localizado no centro do crânio sobre a linha média, e utilizamos esta distância para marcarmos os pontos T3 e T4 situados a 10% e os pontos C3 e C4 situados a 20% desta distância.
Em seguida traçamos uma linha entre os pontos Fpz e Oz passando pelo ponto T3, medimos esta distância e marcamos os pontos Fp1 e O1 com 10% e os pontos F7 e T5 com 20% desta distância, com este mesmo procedimento marcamos os pontos Fp2, F8, T6 e O2 do lado direito.
Os pontos F3, F4, P3 e P4 são localizados de forma eqüidistante dos pontos vizinhos.

### Eletrodos
Ao realizar uma eletroencefalografia, os eletrodos a serem utilizados podem variar quanto à amplificação de sinal, ao uso de gel condutivo e à referência para a leitura.

#### Quanto a amplificação
Os eletrodos podem ser classificados como passivos ou ativos baseando-se na forma de amplificação do sinal obtido. Eletrodos passivos conduzem o sinal a um amplificador conectado na extremidade de seu fio. Esta forma de amplificação tende a gerar os melhores sinais em situações de baixa impedância, mas torna-se mais suscetível a interferências em impedâncias intereletrodos maiores que 2 kΩ. Eletrodos ativos possuem amplificadores integrados, o que melhora a performance em impedâncias altas.

#### Quanto ao uso de gel
Normalmente, os eletrodos utilizados na EEG captam as correntes iônicas através de múltiplas camadas de tecido e cabelo, que fornecem alta impedância durante a medição. Para facilitar a captação das correntes, um gel condutivo é aplicado entre o eletrodo e o escalpo. Eletrodos que requerem este gel para seu melhor funcionamento são chamados eletrodos úmidos. Os resultados obtidos tendem a ser considerados os de melhor qualidade, mas o uso de gel torna-o inconveniente para pacientes e restrito a uma janela de algumas horas antes que o gel seque, aumentando a impedancia.
Alternativamente, existem múltiplos tipos de eletrodos chamados secos, que não utilizam um gel como interface, evitando problemas evidenciados em eletrodos úmidos. Alguns deles são:
- Eletrodos de agulha: perfuram a epiderme, reduzindo a resistência fornecida pelos tecidos e pelo cabelo.[6]
- Eletrodos capacitivos: captam flutuações no potencial pelo acoplamento capacitivo de um eletrodo com o corpo, permitindo realizar EEG sem contato físico com a pele. São muito suscetíveis a ruídos de interferência.[6][7]
- Eletrodos de espuma: constituídos por um polímero espumoso e condutivo, capaz de se conformar ao formato do escalpo.[8]

#### Quanto à referência
Na eletroencefalografia, o potencial medido por um eletrodo pode ser obtido apenas se for estabelecido um segundo eletrodo referencial. Idealmente, este ponto de referência deve ser eletricamente constante, ou até mesmo neutro, para que apenas o eletrodo de interesse seja gravado. No entanto, um ponto com essas características não existe no corpo e os resultados do EEG sempre serão influenciados por mudanças elétricas na referência, sendo possivel apenas a redução desta influência. A escolha do referencial é sujeita às necessidades do exame ou experimento, mas pode ser reduzida a duas formas de amostragem: unipolar ou bipolar. A referência unipolar determina um referencial, como os lobos das orelhas ou o ponto Cz no sistema 10-20, a ser utilizado para todos os eletrodos aferentes. A referência bipolar, por sua vez, utiliza como referência para um dado eletrodo um de seus eletrodos vizinhos dentro do arranjo.

## Metodologia

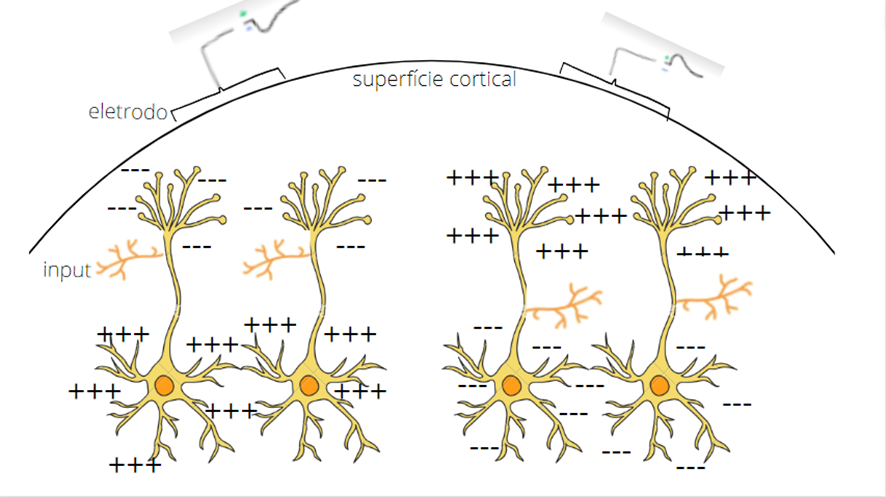
Os neurônios recebendo inputs sinápticos em diferentes locais do dendrito, alterando a carga do meio extracelular, o que reflete de maneira diferente no sinal captado pelo eletrodo na superfície cortical.

A Eletroencefalografia (EEG) é o método de monitoramento eletrofisiológico utilizado para registrar a atividade elétrica do cérebro, o que significa a atividade de bilhões de neurônios, por meio da medição do potencial elétrico na superfície do escalpo.   Os eletrodos, posicionados no couro-cabeludo, detectam o sinal de atividade interna, ou seja, as correntes elétricas detectadas passam por camadas cerebrais, pelo líquido cefalorraquidiano e crânio, além de tecidos conjuntivo e epitelial. O sinal captado tem origem no fluxo de íons pelo líquido extracelular, sendo este um condutor elétrico quase ideal, associado a vários potenciais pós-sinápticos de neurônios em atividade síncrona e orientados na mesma direção . Esses potenciais que chegam até a superfície do escalpo são registrados por um voltímetro entre dois eletrodos posicionados, como mostra esquematicamente a Figura 1.  O sinal do EEG não especifica se a atividade neuronal foi excitatória ou inibitória, uma vez que não é possível saber precisamente em qual região do dendrito houve a sinapse. Essa técnica possui uma precisão temporal de segundos e sensibilidade espacial, por correlacionar os dados advindos de cada eletrodo. 

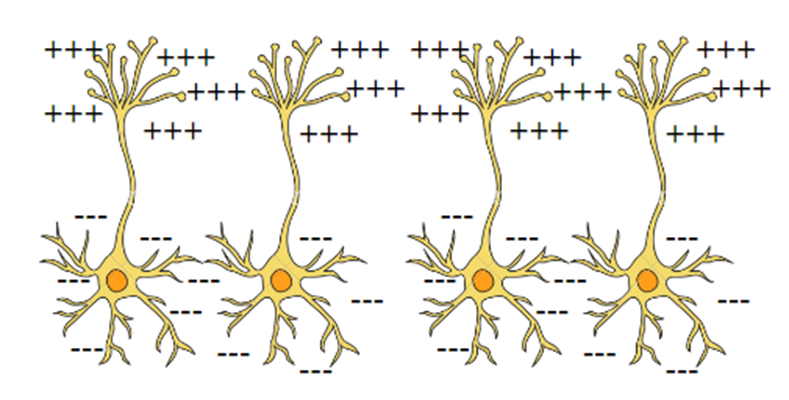
Neurônios síncronos em dipolo

Importante lembrar que essa atividade dos neurônios se dá pela movimentação de íons pela membrana, se movendo do meio externo para o meio interno e vice-versa, responsáveis pela manutenção do Potencial de Repouso da Membrana (PRM) e pelo Potencial de Ação (PA). Em uma sinapse (comunicação entre dois neurônios: o pré- e o pós-sináptico) há abertura de canais iônicos na membrana, que gera um influxo, responsável por mudar a carga da região tanto intra quanto extracelular próximo ao local da sinapse, sendo que de um extremo da célula ao outro, as cargas serão oposta, formando o chamado dipolo – Figura 2. Imagine que em uma ponta entre íons positivos, deixando o exterior negativo e que esse processo ocorra ao longo de toda a célula, no final quando houver entrada de íons positivo, o meio vai estar mais negativo do que no início da célula e imagine que esse processo ocorra em vários neurônios, criando um grande dipolo de um grupo de células. 
Quando íons de mesma carga estão próximos, eles se repelem e, quando diversos neurônios estão exercendo a mesma atividade, o meio extracelular fica rico de íons da mesma carga, que se repelem, como se ‘’empurrassem’’ um ao outro, e essa cascata de ‘’empurrar’’ se repete a cada aproximação de íons até a superfície cortical, sendo esse fenômeno chamado de Condução de Volume. Por isso é importante que 1 – sejam milhares de neurônios em atividade simultânea e 2 – estejam na mesma orientação, para que o volume conduzido esteja no mesmo sentido. 

Ondas Delta

Ondas Theta

Ondas Alpha

Ondas Mu

Ondas Beta

Ondas Gamma

De acordo com a atividade exercida, o padrão visto na oscilação do EEG se altera em frequência e amplitude. Quanto maior amplitude, menor a frequência e vice-versa. As ondas delta apresentam menores frequências – até 4 Hz –  e altas amplitudes, como pode ser visto na Figura 3, sendo relacionada com o sono de ondas lentas. As ondas Theta variam a frequência entre 4 e 7 Hz, correlacionadas com sonolência e meditação, Figura 4.  De 8 a 12 Hz se encontram as ondas Alpha, primeiras descritas por Hans Berger, vistas quando fechamos os olhos e em relaxamento, sendo também chamada de ‘’ritmo básico posterior’’ mostrado na Figura 5. Com uma sobreposição de frequências, as ondas, Figura 6, são associadas no intervalo de 8 a 13 Hz e diz sobre o estado de repouso de neurônios motores. Na Figura 7, variando de 13 a 30 Hz estão as ondas Beta, relacionadas a comportamento motor, sendo que em um estado de atividade encontram-se baixas amplitudes e variando a frequência. Por fim, na Figura 8, as ondas Gamma que variam de 30 a 100 Hz que representa uma população de neurônios ativa para determinada função cognitiva e/ou motora. 

## História

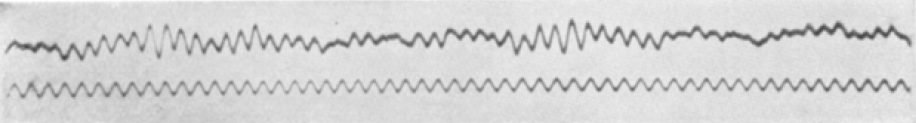
A primeira gravação de EEG em seres humanos obtida por Hans Berger, no ano de 1924. A linha superior é EEG, e a inferior é de 10 Hz, o sinal temporal.

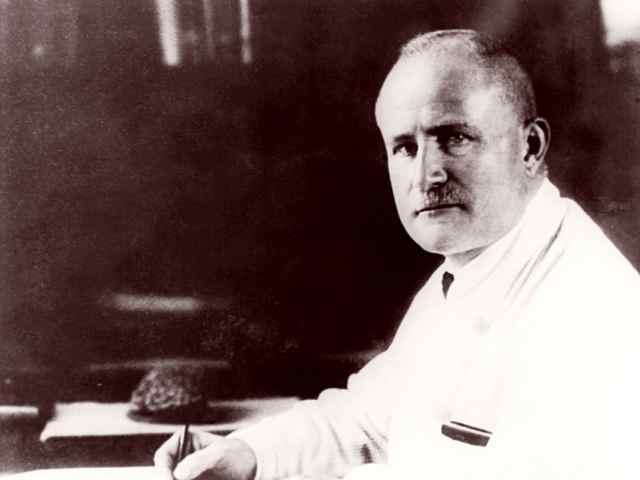
Hans Berger

A história dos exames de EEG é detalhada por Barbara E. Swartz em Electroencephalography and Clinical Neurophysiology. Em 1875, Richard Caton (1842-1926), médico atuando na cidade de Liverpool, apresentou suas conclusões sobre os fenômenos elétricos dos hemisférios cerebrais expostos de coelhos e macacos no British Medical Journal. Já em 1890, fisiologista polonês Adolf Beck publicou uma pesquisa sobre a atividade elétrica espontânea do cérebro de coelhos e cães, que incluiu oscilações rítmicas alteradas pela luz. Beck começou suas experiências sobre a atividade elétrica cerebral dos animais colocando eletrodos diretamente na superfície do cérebro desses animais para testar a estimulação sensorial. A sua observação da flutuação da atividade do cérebro levaram à conclusão do modelo das ondas cerebrais.
No ano de 1912, o fisiologista ucraniano Vladimir Vladimirovich Pravdich-Neminsky publicou o primeiro exame de EEG de um animal e o potencial evocado de mamíferos, que no caso tratava-se de um cão. Em 1914, Napoleão Cybulski e Jelenska-Macieszyna fotografaram gravações de EEG de experimentações de convulsões induzidas.
O procedimento foi descrito pela primeira vez pelo fisiologista alemão Emil du Bois-Reymond. Ele descobriu que a propagação do estímulo nervoso resultava no surgimento de uma corrente elétrica. Coube, no entanto, ao psiquiatra Hans Berger (1873-1941), de Jena, na Alemanha, o mérito de registrar o primeiro exame de EEG em um ser humano no ano de 1924. Ele obteve a primeira imagem gráfica das corrente elétricas do cérebro através da pele intacta da cabeça de um homem, método que desenvolveu em suas pesquisas sobre a psicofísica e psicofisiologia dos estados anímicos. Seus trabalhos foram publicados entre 1929 e 1938, e não muito aceitos imediatamente em sua terra natal. Expandindo trabalhos anteriormente realizados em animais por Richard Caton e outros, Berger também inventou o eletroencefalograma (dando ao dispositivo seu nome), uma invenção descrita "como uma das mais surpreendentes, extraordinárias e importantes avanços na história da neurologia clínica". Suas descobertas foram confirmadas em 1934 pelos cientistas britânicos Edgar Douglas Adrian e B. H. C. Matthews, que seguiram desenvolvendo as pesquisas.

Em 1932, A. E. Kornmüller descreveu a existência de diferenças na atividade elétrica nas distintas áreas do córtex cerebral e também pela primeira vez registrou a descrição das descargas de correntes convulsivantes nos epilépticos. F. A. Gibbs, H. Davis e W. G. Lennox, dando continuidade ao seu trabalho, identificaram o complexo ponta de onda (3 por segundo) com o pequeno mal dos epilépticos. Grey Walter em Londres, em 1936, estabeleceu a técnica de localização de tumores com o EEG.
Em 1934, Fisher e Lowenback demonstraram pela primeira vez disparos "''epilepticoformes''". No ano seguinte, 1935, Gibbs, Davis e Lennox descreveram inter -ictal pico de ondas e os três ciclos/s padrão de clínica crises de ausência, que começou o campo da clínica eletroencefalografia. Posteriormente, em 1936, Gibbs e Jasper relataram o pico interictal como o centro de assinatura de epilepsia. No mesmo ano, o primeiro laboratório de EEG foi aberto no Hospital Geral de Massachusetts.
Berger obteve um reconhecimento público por seu trabalho em 1937 no I Congresso Internacional de Psicologia ocorrido nesse ano em Paris. Contudo, por sua difusão principalmente no Canadá, Estados Unidos e Grã Bretanha, em meados da década de 1950, a eletroencefalografia já estava accessível nas clínicas médicas.
Franklin Offner (1911-1999), professor do departamento de biofísica na Universidade de Northwestern, desenvolveu um protótipo de EEG que incorporava um piezoelectric inkwriter chamado Crystograph (o dispositivo como um todo era conhecido como o Offner Dynograph).
Em 1947, A Sociedade Americana de EEG foi fundada e o primeiro Congresso Internacional de EEG foi realizado. Em 1953 Aserinsky e Kleitman descreveram o sono REM.
Na década de 1950, William Grey Walter desenvolveu um auxiliar de EEG chamado de EEG topografia, o que permitiu o mapeamento da atividade elétrica através da superfície do cérebro. Isso permitiu um breve período de popularidade na década de 1980 e parecia especialmente promissor para a psiquiatria. Ele nunca foi aceito pelos neurologistas e continua a ser, principalmente, uma ferramenta de pesquisa.
O princípio básico de obtenção dos traçados eletroencefalográficos é a amplificação dos sinais elétricos captados do escalpo por meio de potentes circuitos amplificadores, chamados de amplificadores diferenciais. Estes circuitos são capazes de amplificar diferenças de potencial entre dois pontos do escalpo, um de maior e outro de menor voltagem, gerando posteriormente um traçado gráfico que pode ser impresso em papel através de penas ou, mais modernamente, visualizado na tela de um computador, após a conversão analógico-digital. Para este fim, atualmente, são utilizados softwares conhecidos como EEG Digital, como, por exemplo, o EEG-Holter. O EEG-Holter é um software livre e aberto para a prática da eletroencefalografia digital.

## Princípios de avaliação

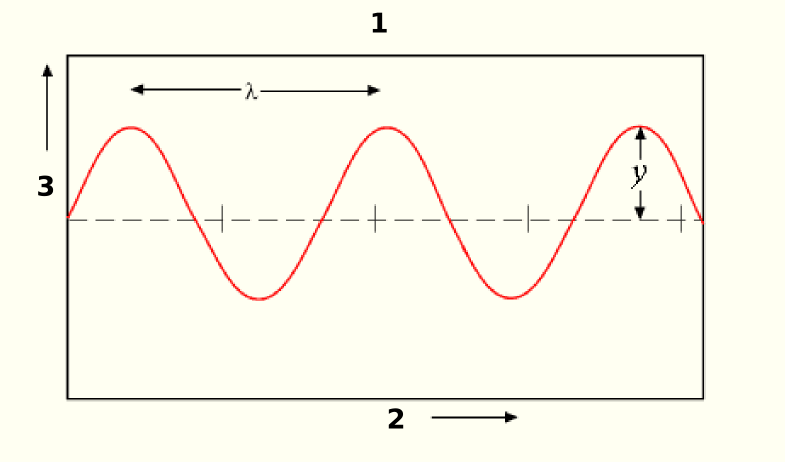
Elementos de uma onda
Distância
Deslocamento
Comprimento de onda
Amplitude

Ondas podem ser descritas usando um número de variáveis, incluindo: frequência, comprimento de onda, amplitude e período.
A amplitude de uma onda é a medida da magnitude de um distúrbio em um meio durante um ciclo de onda. Por exemplo, ondas em uma corda têm sua amplitude expressada como uma distância (metros), ondas de som como pressão (pascals) e ondas eletromagnéticas como a amplitude de um campo elétrico (volts por metro). A amplitude pode ser constante (neste caso, a onda é uma onda contínua), ou pode variar com tempo e/ou posição. A forma desta variação é o envelope da onda.
O período é o tempo (T) de um ciclo completo de uma oscilação de uma onda. A frequência (F) é período dividido por uma unidade de tempo (exemplo: um segundo), e é expressa em hertz. Veja abaixo:
{\displaystyle f={\frac {1}{T}}}.
Quando ondas são expressas matematicamente, a frequência angular (ômega; radianos por segundo) é constantemente usada, relacionada com frequência f em:
{\displaystyle f={\frac {\omega }{2\pi }}}.
A partir de seu ciclo no eletroencefalograma, distinguem-se basicamente quatro tipos de onda mental:
- Beta:  14  - 30  oscilações por segundo (ocorrem no estado normal de vigília)
- Alfa:  08  - 13 oscilações por segundo (ocorrem em estados mentais relaxados e no sono)
- Teta: 04  - 07  oscilações por segundo (ocorrem em meditação e relaxamento profundo)
- Delta: 0,5 - 03 oscilações por segundo (ocorrem em momentos de sono profundo)[24]

De acordo com Kugler, os limites entre as referidas frequências foram estabelecidos mais ou menos arbitrariamente, não possuindo um valor exato. Um ciclo de 14 oscilações por segundo, por exemplo, pode indicar tanto uma onda alfa rápida como uma beta lenta. Ainda segundo esse autor, as ondas sub-delta com ciclos inferiores 0,5 oscilações por segundo e as ondas gama de mais de 30 oscilações por segundo têm importância secundária na prática corrente.
A interpretação do EEG baseia-se na associação das referidos frequências de onda aos estados fisiológicos naturais do ciclo de sono, sonhos e vigília e a detecção de grafoelementos anormais associados por sua vez a patologias específicas e alterações do metabolismo do encéfalo.
Novas formas de interpretação foram propostas a partir dos estudo de Norbert Wiener (1894 — 1964) sobre comunicação e controle no animal e na máquina (cibernética), inclusive com modelos de análise matemática (aplicação da transformada rápida de Fourier) do espectro de ondas cerebrais. A eletrencefalografia digital que permite a realização de análises quantitativa e topográfica ou mapeamento cerebral com distribuição do espectro do EEG ou considerando ambas as formas de variação vem se difundindo, confirmando várias características consagradas pela eletrencefalografia analógica.

### Relação entre ondas mentais e atividade mental
Ondas mentais de maior frequência, como as ondas betas, estão associadas a atividades que exigem concentração e atenção, como dirigir carros. Já as ondas de menor frequência, como as alfas, tetas e deltas, estão associadas a criatividade, relaxamento, bem-estar e experiências místicas.

## Uso médico

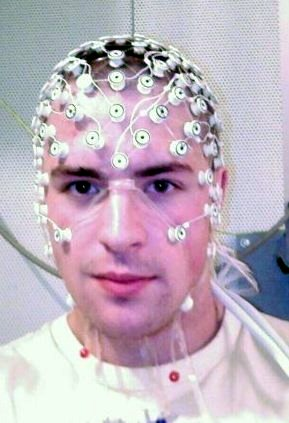
Preparação para a gravação de uma EEG.

Uma rotina clínica de gravação de EEG normalmente dura de 20 a 30 minutos (mais o tempo de preparação) e, geralmente, envolve a gravação feita a partir de eletrodos no couro cabeludo. Uma rotina de EEG é normalmente utilizada nas seguintes circunstâncias clínicas:
- para distinguir de epilepsia e convulsões de outros tipos de distúrbios neurológicos, tais como psicogênica não-crises de epilepsia, síncope (desmaio),  distúrbios do movimento sub-cortical e enxaqueca variantes.
- para diferenciar "orgânico" de encefalopatia ou delírio primário, síndromes psiquiátricas, tais como a catatonia
- para servir como um complemento do teste de morte cerebral
- para prognosticar, em certos casos, em pacientes com coma
- para determinar se o medicamento anti-epiléptico pode ser retirado do tratamento

Às vezes, um EEG de rotina não for suficiente, especialmente quando ele é necessário para gravar um paciente, enquanto ele/ela está tendo uma convulsão. Neste caso, o paciente pode ser internado no hospital por dias ou até mesmo semanas, enquanto EEG está constantemente a ser gravado (juntamente com sincronismo de vídeo e gravação de áudio). Uma gravação de uma real apreensão (i.é., um ictal de gravação, em vez de uma inter-ictal gravação de uma possível pacientes epilépticos em algum período entre as apreensões), pode dar-se significativamente melhor informação sobre a existência ou não de uma convulsão é um ataque epiléptico e o foco no cérebro a partir do qual a atividade de apreensão emana.
- para distinguir de epilepsia e convulsões de outros tipos de transtornos neurológicos, tais como psicogênica não-crises de epilepsia, síncope (desmaio), sub-cortical distúrbios do movimento e enxaqueca variantes.
- para caracterizar as apreensões para fins de tratamento
- para localizar a região do cérebro a partir do qual uma apreensão originária para o trabalho de possível apreensão cirurgia
- para monitorar a profundidade da anestesia
- como um indicador indirecto da perfusão cerebral em carotid endarterectomy
- para monitorar amobarbital efeito durante o teste de Wada

| Banda | Frequência (Hz) | Localização | Normalmente | Patologicamente |
| ----- | --------------- | --- | --- | --- |
| Delta | < 4             | frontalmente em adultos, posteriormente em crianças; ondas de alta amplitude                                               | - Sono de ondas lentas em adultos - em bebês - Foi encontrada durante algumas tarefas de atenção contínua | - lesões subcorticais - lesões difusas - hidrocefalia e encefalopatia metabólica - lesões da linha média |
| Theta | 4 – 7           | Encontrado em locais não relacionados com a tarefa em questão                                                              | - mais elevada em crianças jovens - sonolência em adultos e adolescentes - inatividade - Associada com a inibição de respostas eliciadas (descobriu-se picos em situações onde a pessoas está ativamente tentando reprimir uma resposta ou ação).                       | - lesões subcorticais focais - encefalopatia metabólica - distúrbios da linha média - alguns casos de hidrocefalia |
| Alpha | 8 – 15          | regiões posteriores da cabeça, ambos os lados, superior em amplitude no lado dominante. locais centrais (C3-C4) em repouso | - relaxado ou refletindo - olhos fechados - Também relacionado com o controlo de inibição, aparentemente, com a finalidade de controlar o tempo de atividade inibidora em locais diferentes por todo o cérebro.                                                         | - coma |
| Beta  | 16 – 31         | ambos os lados, distribuição simétrica, mais evidente frontalmente; ondas de baixa amplitude                               | - Faixa de extensão: calma ativa -> intensa -> estressada -> obsessiva leve - pensamento ativo, foco, alerta, ansiedade | - benzodiazepina |
| Gamma | 32 +            | córtex somatosensorial | - Aparece durante o processamento sensorial de modalidade cruzada (percepção que combina dois sentidos diferentes, tais como audição e visão) - Também é exibida durante a correspondência de memória de curto prazo dos objetos reconhecidos, sons ou sensações táteis | - Uma diminuição da atividade de banda gama pode ser associada com o declínio cognitivo, especialmente quando relacionada com a banda teta; No entanto, isto não foi provado para ser utilizado como uma medida de diagnóstico clínico |
| Mu    | 8 – 12          | córtex sensório-motor | - Aparece no estado de repouso de neurônios motores. | - Supressão de Mu poderia indicar que os neurônios espelho motores estão funcionando. Déficits na supressão de Mu, e, portanto, nos neurônios-espelho, pode desempenhar um papel no autismo.                                           |

A prática de utilizar apenas números inteiros nas definições vem a partir de considerações de ordem prática nos dias quando só todo ciclos poderia ser contado de registros em papel. Isto leva a lacunas nas definições, como visto em outro lugar na página. As definições teóricas têm sido sempre mais cuidadosamente definido para incluir todas as frequências. Infelizmente, não há acordo no padrão obras de referência sobre o que esses intervalos devem ser - valores para a extremidade superior do alfa e extremidade inferior do beta incluem 12,13,14 e 15.Se o limite é tomado como 14 Hz, então o mais lento beta onda tem aproximadamente a mesma duração que o maior pico (70ms), o que torna este o mais útil de valor.

## Investigação
Para além do seu uso clínico, registos de EEG que posteriormente são transformados em análises numéricas resultando num registo de EEG quantitativo (QEEG), têm sido cada vez mais utilizados para investigações nas áreas psicologia comportamental e social. Estes registos permitem correlacionar padrões neuronais com determinados comportamentos sociais. Ao contrário da ressonância magnética (RM), a monitorização encefalográfica apresenta um elevado grau de resolução temporal, perdendo apenas na sua resolução espacial.
Em 2014 um estudo de Kovalinka em pares de indivíduos demonstrou que existia uma supressão da actividade Frontal quando a tarefa era realizada entre os pares. Tal não se verificou quando a tarefa exigia apenas a interação entre computador e indivíduo. Ainda, esta supressão mostrou-se mais marcada nos indivíduos identificados como lideres de cada par, comparando com o respectivo seguidor desse mesmo duo.